# 백학림
백학림 (白鶴林, 1918년 ~ 2006년 10월 5일)은 조선민주주의인민공화국의 정치인이고, 평안남도에서 태어났다. 1937년에는 보천부 습격에 가담했고, 나중에 동북항일연군에 합류했다.
백학림은 1945년에 독립할 때까지는 게릴라였다. 1967년에 4번째 최고인민회의에, 1982년에 7번째, 1990년에 9번째, 1998년에 10번째, 2003년에는 11번째로 참가했다. 1970년에는 조선로동당에 가입했다.

## 같이 보기
- 조선민주주의인민공화국의 정치